# Maria de Brabant (1226–1256)
Maria de Brabant (n. 1226 – d. 18 ianuarie 1256, Donauwörth, Bavaria, Germania) a fost ducesă de Bavaria și contesă palatină a Rinului prin căsătoria cu ducele Ludovic cel Strict de Bavaria, din 1254 până în 1256.

## Biografie
Maria a fost fiica ducelui Henric al II-lea de Brabant - Lorena din căsătoria cu Maria, fiica regelui Filip al Suabiei. La 2 august 1254 s-a căsătorit în Landshut cu ducele Bavariei, Ludovic cel Strict. Pe 18 ianuarie 1256 în Castelul Mangoldstein din Donauwörth, Maria a fost condamnată și decapitată după un scurt proces bazat pe acuzația de adulter.

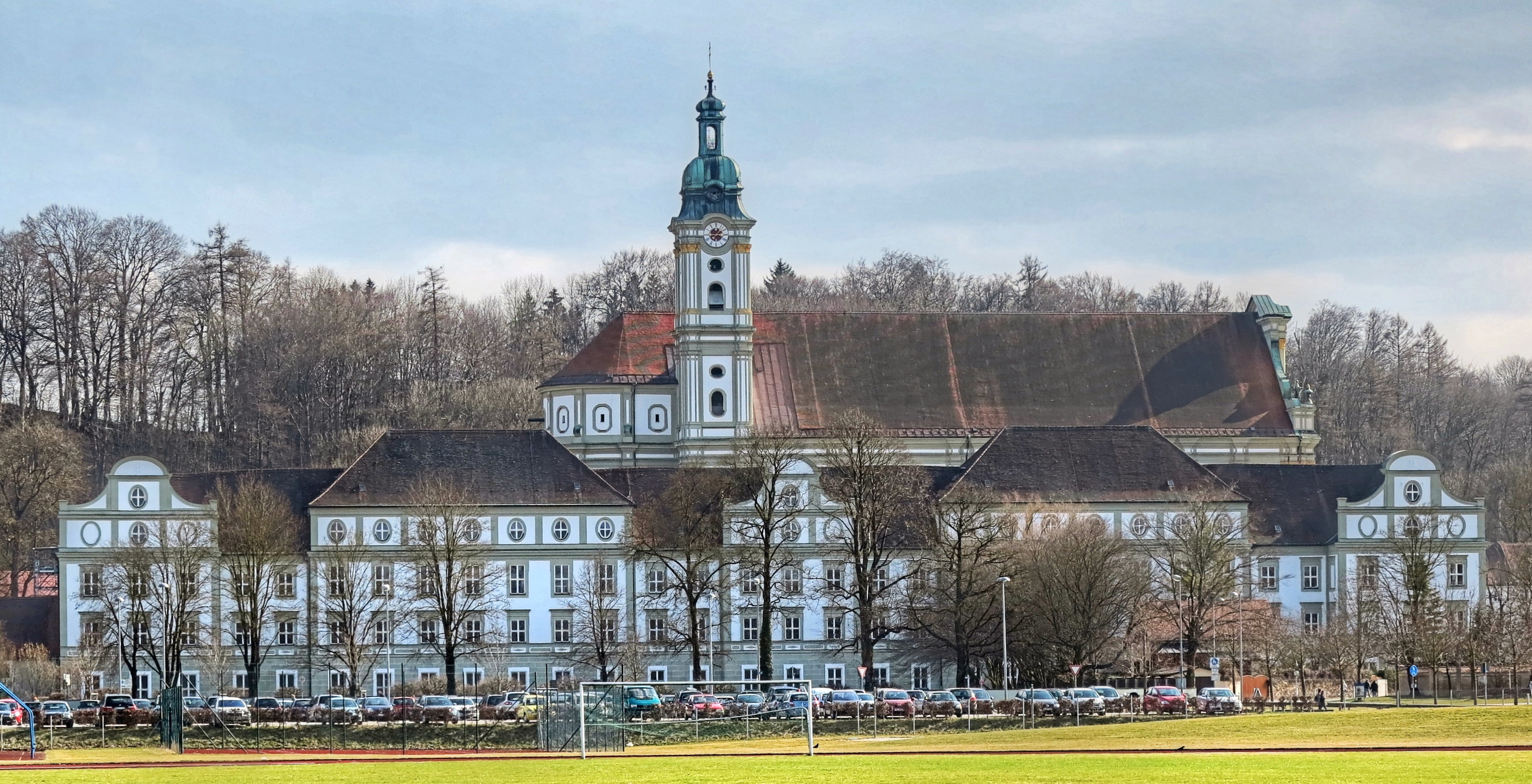
Mănăstirea Fürstenfeld

Despre nefericita întâmplare s-au scris diferite versiuni, majoritatea dintre ele apărute mult mai târziu. Una dintre acestea povestește că la începutul anului 1256 ducele Ludovic cel Strict se afla într-o campanie militară în Palatinatul Rinului. Soția sa, Maria de Brabant, i-a trimis o scrisoare, dar în același timp a trimis o alta unui cavaler. Mesagerul a încurcat cele două scrisori, iar Ludovic a bănuit că soția sa îi era infidelă datorită unei formulări fals înțelese. Doi funcționari ai curții au întărit această bănuială și ca urmare Ludovic a ordonat decapitarea soției sale fără alte cercetări. Două doamne de onoare și executorul judecătoresc al castelului au devenit, de asemenea, victimele geloziei oarbe a lui Ludovic în noaptea de 17 spre 18 ianuarie 1256. Cel căruia îi era destinatată scrisoarea ce provocase această cumplită răzbunare, Henric I de Raugraf, fratele episcopului de Worms, Eberhard I, a murit în 1261 și a fost înmormântat în Mănăstirea cisterciană Rosenthal fondată de unchiul său, Eberhard al IV-lea de Eberstein.
S-a scris că mai târziu Ludovic cel Strict și-a dat seama că bănuiala și decizia sa fusese neîntemeiate și ca penitență ar fi întemeiat Mănăstirea cisterciană Fürstenfeld (lângă localitatea Fürstenfeldbruck).
Totuși, investigații mai recente au pus crima într-o lumină diferită. Astfel, este posibil ca presupusa infidelitate să fi fost doar un pretext, motivele politice fiind cele decisive dintre care unul era relația de rudenie a Mariei de Brabant cu regele romano-german Willem, care a murit curând după Maria (pe 28 ianuarie).

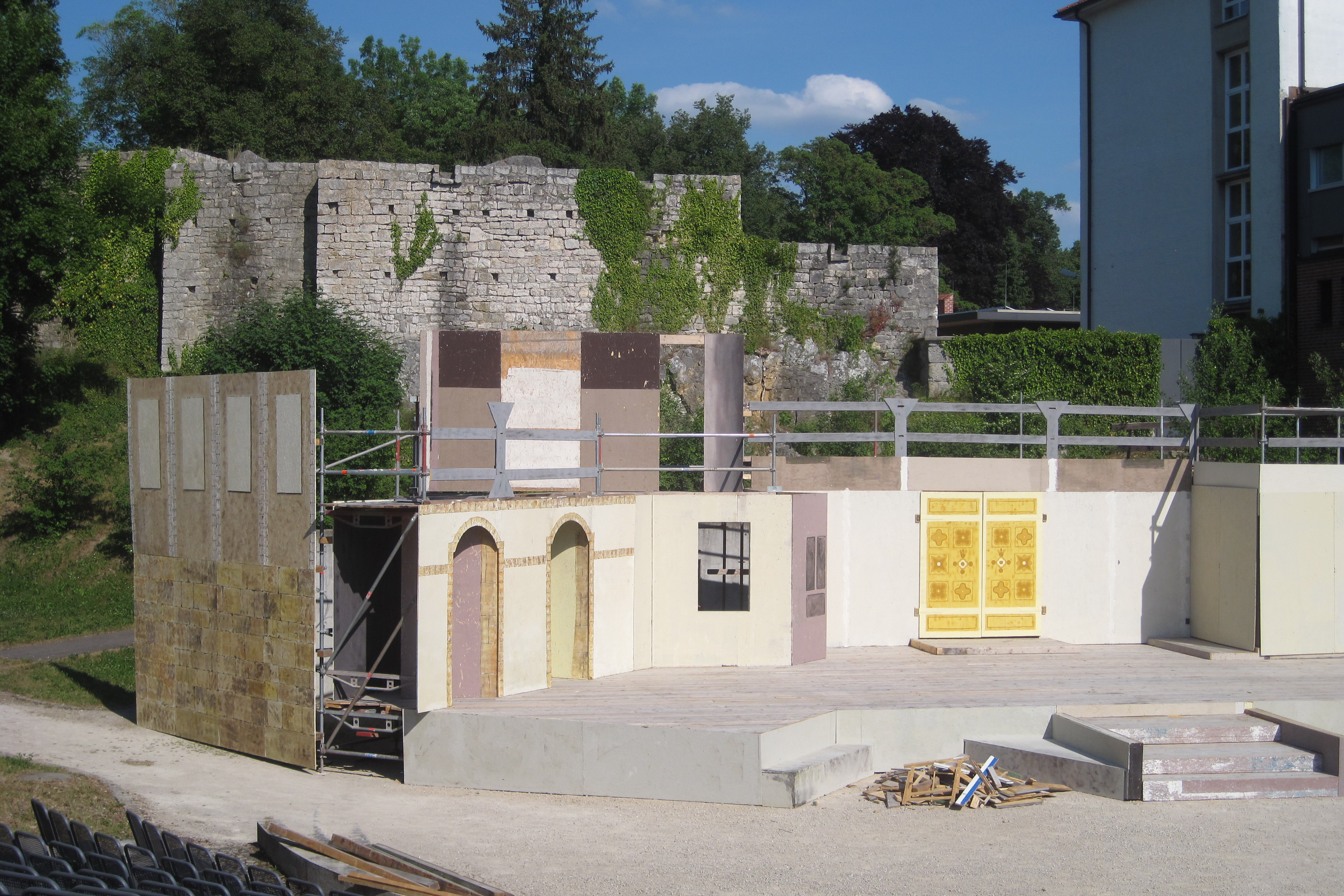
Teatrul în aer liber (Mangoldfelsen)

Ducesa Maria de Brabant se află înmormântată în cripta Bisericii mănăstirii Sf. Cruce din Donauwörth unde există și un epitaf dedicat de prințul regent Luitpold al Bavariei și plăci comemorative dedicate doamnelor de onoare ale Mariei care au fost ucise atunci.
În urmă cu câțiva ani pe scena teatrului de vară din Donauwörth o piesă de teatru a redat evenimentele tragice din jurul morții Mariei de Brabant în locul unde s-a aflat Castelul Mangoldstein.